# Argulus wilsoni
Argulus wilsoni is een visluizensoort uit de familie van de Argulidae. De wetenschappelijke naam van de soort is voor het eerst geldig gepubliceerd in 1940 door Brian.